# Saint-Marc-le-Blanc
Saint-Marc-le-Blanc är en kommun i departementet Ille-et-Vilaine i regionen Bretagne i nordvästra Frankrike. Kommunen ligger i kantonen Saint-Brice-en-Coglès som tillhör arrondissementet Fougères-Vitré. År 2018 hade Saint-Marc-le-Blanc 1 382 invånare.

## Befolkningsutveckling
Antalet invånare i kommunen Saint-Marc-le-Blanc
Referens:INSEE